# George Grey Barnard
Pour les articles homonymes, voir Barnard.
George Grey Barnard (24 mai 1863 - 24 avril 1938) est un sculpteur et collectionneur américain. 

## Biographie
Né à Bellefonte (Pennsylvanie), il grandit à Kankakee. Il fait ses études à l'Art Institute of Chicago puis travaille dans l'atelier parisien de Jules Cavelier (1883-1887) tout en fréquentant l'école des beaux-arts. Il séjourne à Paris pendant douze ans. Après avoir connu le succès au Salon de 1894, où il expose six sculptures, il retourne aux États-Unis en 1896 et s'installe à New York. 
L'influence du sculpteur français Auguste Rodin est perceptible dans ses premiers travaux. Il travaille dans son atelier de Moret-sur-Loing (situé 4, rue des Fossés) de 1903 à 1911.

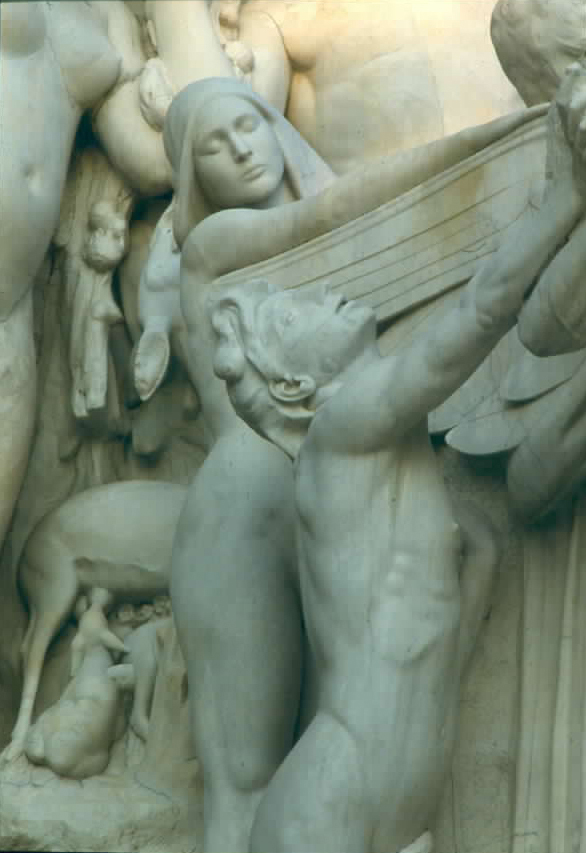
Love & Labor;The Unbroken Law (1910), Capitol Building, Harrisburg (Pennsylvanie).

En 1912, il achève une série de sculptures pour le nouveau capitole d'Harrisburg en Pennsylvanie. 
The Great God Pan, réalisé juste après son retour de France, est au départ prévu pour orner le Dakota Building sur Central Park West.  Alfred Corning Clark, constructeur du Dakota, a financé ses débuts ; lorsque Clark meurt en 1896, sa famille fait cadeau au MET de la statue Two Natures en sa mémoire et le bronze géant Pan est offert à l'université Columbia par le fils de Clark, Edward Severin Clark, en 1907.

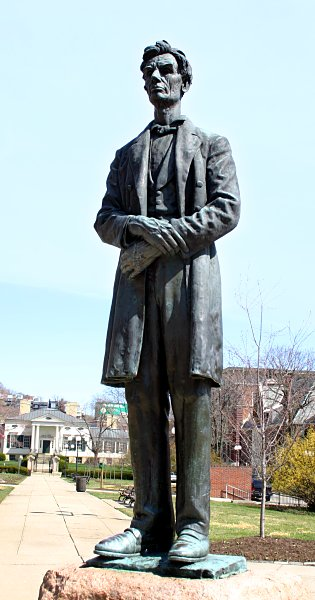
Abraham Lincoln, Cincinnati

Passionné par l'art médiéval, Barnard achète en France, chez des antiquaires et des particuliers, des sculptures et  fragments architecturaux provenant de quatre monastères — Saint-Michel-de-Cuxa, Saint-Guilhem-le-Désert, Bonnefont-en-Comminges, Trie-en-Bigorre — vendus comme biens nationaux à la Révolution et démantelés par leurs propriétaires. À son retour aux États-Unis, il présente au public sa collection dans un bâtiment en briques sur Fort Washington Avenue. Cette collection est achetée par John D. Rockefeller Jr. en 1925 pour la somme de 100 000 $ et forme le noyau de la collection du musée The Cloisters du Metropolitan Museum of Art.
Barnard meurt d'une crise cardiaque le 24 avril 1938 au Harkness Pavilion du Centre médical de l'université Columbia à New York.  Il est alors en train de travailler sur une statue d'Abel, trahi par son frère Caïn, lorsqu'il tombe malade. Son corps repose au cimetière de Harrisburg en Pennsylvanie.

## Œuvre
Ses principales œuvres sont :
- The Boy (1885);
- Cain (1886) ;
- Brotherly Love appelé aussi Two Friends (1887) ;
- Two Natures (1894) au Metropolitan Museum of Art de New York ;
- The Hewer (1902, à  Cairo ;
- Great God Pan sur le campus de l'université Columbia à New York ;
- Rose Maiden ;
- Maidenhood.